# Куєдинський район
Куєдинський район (рос. Куединский район) — адміністративно-територіальна одиниця в складі Пермського краю Росії.
Адміністративний центр району — селище Куєда.  

## Географія
Куєдинський район знаходиться на півдні Пермського краю, на кордоні з Башкортостаном. На півночі межує з Бардимським та Єловським районами, на сході - з Чорнушинським, на заході - з Чайковським районом. Площа району - 2616 км².
Територія району розташована в рівнинно-горбистому Передураллі, на Буйській рівнині, частково на Тулвінської височини. На півдні і заході рельєф спокійний, рівнинний. На півночі і сході рельєф увалистий, багато дрібних річок. Клімат району помірно континентальний, середня температура липня більше +20 градусів. Невеликі річки басейну Ками. Район лежить в підзоні темнохвойно-широколистяних лісів.

## Історія
Район створений в 1924 році як Бікбардинський район в складі  Сарапульского округу Уральської області. 31 січня 1925 перейменований в Куєдинський район. До складу Пермської області він увійшов в 1938 році. У роки війни в селищі Куєда знаходився госпіталь і школа пілотів. 4 листопада 1959 року доКуєдинського району була приєднана частина території скасованого Усинського району]].